# 1955-ös Formula–1 argentin nagydíj
Az 1955-ös Formula–1-es világbajnokság szezonnyitó futama az argentin nagydíj volt. A verseny 1955. január 16-án került megrendezésre a Buenos Aires-i Autódromo Oscar Alfredo Gálvez pályán. Ez volt a 3. argentin nagydíj. Az első rajtkockát az argentin José Froilán González szerezte meg. A versenyt  a 3. helyről induló világbajnoki címvédő, szintén argentin Juan Manuel Fangio nyerte, aki a verseny leggyorsabb körét is megfutotta.

## Időmérő edzés
Az évadnyitó argentin nagydíjon mindenki az előző évet fölényesen uraló Mercedes és a hazai pályán versenyző Fangio diadalát várta. Meglepetésre azonban egy másik argentin versenyző, a ferraris José Froilán González szerezte meg a pole-pozíciót, 1:43.1-es idővel. A versenyzőnek a 3., csapatának, a Scuderia Ferrarinak pedig a 19. első rajthelye volt ez. Fangio csak a harmadik helyről indulhatott.
|    | #  | Versenyző             | Csapat   | Köridő | Különbség |
| -- | -- | --------------------- | -------- | ------ | --------- |
| 1  | 12 | José Froilán González | Ferrari  | 1:43.1 | —         |
| 2  | 32 | Alberto Ascari        | Lancia   | 1:43.6 | +0.5      |
| 3  | 2  | Juan Manuel Fangio    | Mercedes | 1:43.7 | +0.6      |
| 4  | 16 | Jean Behra            | Maserati | 1:43.8 | +0.7      |
| 5  | 10 | Giuseppe Farina       | Ferrari  | 1:43.9 | +0.8      |
| 6  | 4  | Karl Kling            | Mercedes | 1:44.1 | +1.0      |
| 7  | 28 | Harry Schell          | Maserati | 1:44.3 | +1.2      |
| 8  | 6  | Stirling Moss         | Mercedes | 1:44.6 | +1.5      |
| 9  | 40 | Pablo Birger          | Gordini  | 1:44.8 | +1.7      |
| 10 | 8  | Hans Herrmann         | Mercedes | 1:44.9 | +1.8      |
| 11 | 34 | Luigi Villoresi       | Lancia   | 1:45.2 | +2.1      |
| 12 | 36 | Eugenio Castellotti   | Lancia   | 1:45.3 | +2.2      |
| 13 | 24 | Carlos Menditéguy     | Maserati | 1:45.4 | +2.3      |
| 14 | 14 | Maurice Trintignant   | Ferrari  | 1:45.8 | +2.7      |
| 15 | 38 | Élie Bayol            | Gordini  | 1:46.1 | +3.0      |
| 16 | 18 | Roberto Mieres        | Maserati | 1:46.2 | +3.1      |
| 17 | 42 | Jesús Iglesias        | Gordini  | 1:46.3 | +3.2      |
| 18 | 22 | Luigi Musso           | Maserati | 1:46.4 | +3.3      |
| 19 | 20 | Sergio Mantovani      | Maserati | 1:46.4 | +3.3      |
| 20 | 26 | Clemar Bucci          | Maserati | 1:47.6 | +4.5      |
| 21 | 30 | Alberto Uria          | Maserati | 1:52.3 | +9.2      |

## Futam
A futamon, ami minden idők legmelegebb versenyének bizonyult (az 1984-es dallasi és a 2005-ös bahreini mellett), tizenhatszor volt pilótacsere, mivel a 35 °C-os hőmérséklet szinte elviselhetetlen volt a versenyautókban ülve.
Hét autó ért célba, de csak Juan Manuel Fangio és Roberto Mieres teljesítette egyedül a versenytávot. Volt olyan autó, melyet három versenyző is vezetett. Eleinte Alberto Ascari vezette a versenyt, amikor a Lanciával megpördült és kiesett. Stirling Moss autójánál egy ritka probléma jelentkezett: az üzemanyag-vezetékben gőzbuborékok keletkeztek. Moss a pálya mellett leparkolta versenyautóját, ezért egyes brit lapok azt feltételezték, hogy a brit versenyző idegei felmondták a szolgálatot. Mossnak végül sikerült eljutnia bokszutcába, ahol átvette Hans Herrmann autóját, amelyet őt megelőzően Karl Kling vezetett.
A futamot Fangio nyerte, aki másfél percet vert a második helyen célba érő autóra (a francia Maurice Trintignant ült ekkor a volánjánál, de előtte vezette Nino Farina is, eredetileg pedig González ült benne). A harmadik (Farina vezette az autót, amiben ő előtte Trintignant ült, de eredetileg az olasz Umberto Maglioli autója volt) és negyedik (egy Mercedes, Stirling Mossal a volánjánál, de előtte a német Karl Kling is vezette, és a szintén német Hans Herrmann autója volt eredetileg) célbaérőre két kört vert, az ötödikre ötöt, a hatodikra nyolcat, a hetedik, utolsó célbaérőre pedig 13 kört. (A teljes versenytáv 94 kör volt.) A verseny leggyorsabb körét is Fangio futotta, 1:48.3-mal. Fangio a verseny során égési sérüléseket szenvedett a jobb lábán, a jobb oldali kipufogócső felforrósodása következtében.
Minden égetett, még a kormánykerék is. Némely pillanatban 120°C-os hőmérséklet uralkodott az autóban. A versenytáv felének megtételét követően már levegőt is alig kaptam. Hála Istennek minden szerencsésen végződött. Soha nem fogom elfelejteni ezt a futamot.

### Végeredmény
| Helyezés | Rajtszám | Versenyző                                             | Csapat   | Futott körök | Idő/Kiesés oka         | Rajthely | Pontszám |
| -------- | -------- | ----------------------------------------------------- | -------- | ------------ | ---------------------- | -------- | -------- |
| 1        | 2        | Juan Manuel Fangio                                    | Mercedes | 96           | 3:00'38.6              | 3        | 9        |
| 2        | 12       | José Froilán González Nino Farina Maurice Trintignant | Ferrari  | 96           | +1'29.6                | 1        | 2        |
| 3        | 10       | Nino Farina Maurice Trintignant Umberto Maglioli      | Ferrari  | 94           | +2 Kör                 | 5        | 1.33     |
| 4        | 8        | Hans Herrmann Karl Kling Stirling Moss                | Mercedes | 94           | +2 Kör                 | 10       | 1        |
| 5        | 18       | Roberto Mieres                                        | Maserati | 91           | +5 Kör                 | 16       | 2        |
| 6        | 28       | Harry Schell Jean Behra                               | Maserati | 88           | +8 Kör                 | 7        |          |
| 7        | 22       | Luigi Musso Sergio Mantovani Harry Schell             | Maserati | 83           | +13 Kör                | 18       |          |
| Ki       | 20       | Sergio Mantovani Jean Behra Luigi Musso               | Maserati | 54           | Motor                  | 19       |          |
| Ki       | 26       | Clemar Bucci Harry Schell Carlos Menditéguy           | Maserati | 54           | Üzemanyagnyomás        | 20       |          |
| Ki       | 42       | Jesús Iglesias                                        | Gordini  | 38           | Sebességváltó          | 17       |          |
| Ki       | 14       | Maurice Trintignant                                   | Ferrari  | 36           | Baleset                | 14       |          |
| Ki       | 36       | Eugenio Castellotti Luigi Villoresi                   | Lancia   | 35           | Baleset                | 12       |          |
| Ki       | 16       | Stirling Moss                                         | Mercedes | 29           | Üzemanyagrendszer      | 8        |          |
| Ki       | 30       | Alberto Uria                                          | Maserati | 22           | Kifogyott az üzemanyag | 21       |          |
| Ki       | 32       | Alberto Ascari                                        | Lancia   | 21           | Baleset                | 2        |          |
| Ki       | 38       | Élie Bayol                                            | Gordini  | 7            | Sebességváltó          | 15       |          |
| Ki       | 16       | Jean Behra                                            | Maserati | 2            | Baleset                | 4        |          |
| Ki       | 14       | Karl Kling                                            | Mercedes | 2            | Baleset                | 6        |          |
| Ki       | 34       | Luigi Villoresi                                       | Lancia   | 2            | Olajszivárgás          | 11       |          |
| Ki       | 40       | Pablo Birger                                          | Gordini  | 1            | Baleset                | 9        |          |
| Ki       | 24       | Carlos Menditéguy                                     | Maserati | 1            | Baleset                | 13       |          |

## Statisztikák
Vezető helyen:
- Juan Manuel Fangio: 65 kör (1-2 / 26-34 / 43-96)
- Alberto Ascari: 12 kör (3-4 / 11-20)
- José Froilán González: 11 kör (5-10 / 21-25)
- Harry Schell: 4 kör (35-38)
- Roberto Mieres: 4 kör (39-42)
- Juan Manuel Fangio 14. (R) győzelme, 14. leggyorsabb kör (R)
- José Froilán González 3. pole-pozíciója.
- Mercedes 5. győzelme.

Eugenio Castellotti első versenye.